# Noite de Santa Valburga

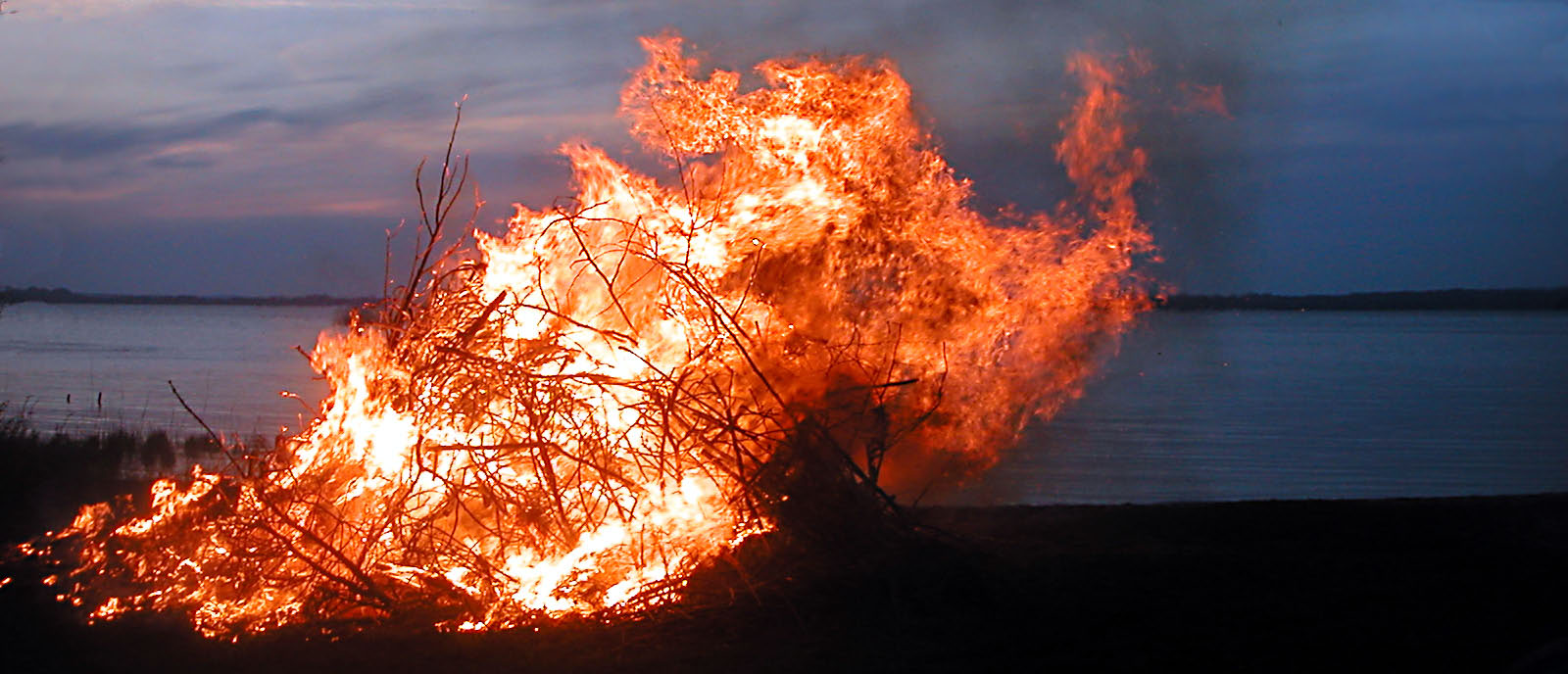
Fogueira de Noite de Santa Valburga na Suécia.

A Noite de Santa Valburga ou Santa Valpurga (do alemão: Walpurgisnacht) é uma festa tradicional pagã cujas origens remontam em parte ao paganismo, celebrada na noite de 30 de abril para 1 de maio. 
Hoje em dia é celebrada igualmente quer por comunidades cristãs quer por não cristãs, em diversos países do norte e centro da Europa.. Em alemão, principalmente na região da Baviera, é também chamada de Hexennächt ("Noite das Bruxas").
Na maioria dos países esta festividade é celebrada em honra de santa Valburga, abadessa anglo-saxã de Heidenheim na Baviera, nascida no Devonshire, Inglaterra, no século VIII. No entanto, devido ao facto de esta noite estar associada, desde tempos imemoriais, com diversos ritos pagãos associados à celebração da chegada da Primavera, as duas celebrações ter-se-ão com o tempo confundido, dando assim origem à moderna festividade que nos dias de hoje se celebra nesta noite.
Durante os festejos é costume fazerem-se grandes fogueiras de modo a afugentar espíritos malignos e almas penadas, os quais segundo a crença popular, vagueiam nesta altura por entre os vivos.
Em muitos países, esta noite está igualmente associada com grandes celebrações estudantis, que marcam o final de ano lectivo.

## Em diversos idiomas
- Walpurgisnacht em alemão e neerlandês
- Valborgsmässoafton ou Valborg em sueco
- Vapunaatto em finlandês
- Valborgsaften em dinamarquês
- Valborgsnatten ou Valborgsnatta em norueguês
- Volbriöö em estoniano
- Valpurgijos naktis em lituano
- Valpurģu nakts ou Valpurģi em letão
- Noc Walpurgii em polaco
- Вальпургиева ночь (Valpurgijeva noch) em russo
- Čarodějnice, Valpuržina noc ou Pálení čarodějnic em checo
- Valpurgina noć em servo-croata
- Walpurgis Night em inglês